# Душечкин, Александр Иванович
Александр Иванович Душечкин (1 [13] августа 1874, дер. Опеченский Рядок, Новгородская губерния — 8 апреля 1956, Киев) — украинский советский учёный в области агрохимии и физиологии растений, академик АН УССР (с 1945), заслуженный деятель науки УССР (с 1949).

## Биография
В 1897 году окончил Санкт-Петербургский университет. В 1897—1899 совершенствовал свои знания в области химии в Высшей технической школе в Цюрихе (Швейцария).
В 1903—1912 работал в Киевской лаборатории сети опытных полей Всероссийского общества сахарозаводчиков, затем — сельскохозяйственной химической лаборатории Южнорусского общества (1912—1919).
В 1915—1930 руководил отделом агрохимии Киевской областной опытной станции.
В 1920—1921 — заведующий научно-исследовательскими учреждениями Киевского областного отдела земельных дел, в 1921—1923 — директор Института агрохимии Украинского сельскохозяйственного научного комитета.
С 1923 — профессор Киевского сельскохозяйственного института, где организовал кафедру агрохимии, которой заведовал до последних дней жизни.
В 1923—1925 — уполномоченный Наркомзема УССР по сельскохозяйственным опытным делам. Был директором Центральной агрохимической лаборатории Наркомзема УССР (1928—1930).
Наряду с этим А. И. Душечкин возглавлял кафедру агрохимии и почвоведения Уманского сельскохозяйственного института (теперь Уманский национальный университет садоводства).
В 1946—1953 — директор Института физиологии и агрохимии АН УССР.
Скончался 8 апреля 1956 года, похоронен на Байковом кладбище Киева.

## Научная деятельность
Основные работы в области изучения форм и динамики питательных веществ в почве, их поступления к растениям и влияния на качество урожая, а также технологии использования удобрений, разработка системы удобрений для сахарной свеклы. Предложил различные способы хранения и использования органических удобрений и т. п.

## Награды
- орден Ленина
- орден Трудового Красного Знамени (07.09.1944)